# Michael Hurst (acteur)
Pour les articles homonymes, voir Michael Hurst et Hurst.
Michael Hurst, né le 20 septembre 1957 dans le Lancashire, en Angleterre, au (Royaume-Uni), est un acteur, réalisateur et écrivain britannico-néo-zélandais écrivant principalement des scénarios pour la télévision.
Il est connu internationalement grâce au rôle de Ïolas dans la série télévisée Hercule (Hercules : The Legendary Journeys) et dans Xena, la guerrière (Xena, Warrior Princess).

## Biographie
Hurst est né dans le Lancashire (Angleterre), parmi ses trois frères il est l'aîné. À l'âge de sept ans, sa famille déménage à Christchurch en Nouvelle-Zélande. Puis, Michael s'inscrit à l'université Papanui High School, et aussi dans l'université de Canterbury, mais pour qu'une seule année.
Il épouse l'actrice zélandaise Jennifer Ward-Lealand en 1988, ils ont eu deux fils ensemble : Louis Jack Ward Hurst, né en 1997 et Cameron Ward Lane Hurst, né en 1999.
En 2003, Hurst reçoit le prix de Laureate Award des arts de la Nouvelle-Zélande. Il est ensuite baptisé l'Officier de l'Ordre du Mérite de la Nouvelle-Zélande en 2005 pour le cinéma et le théâtre.

## Filmographie
- 1981 : Prisoners - Sciano : Film
- 1982 : Casualties of Peace - Peter : TV
- 1984 : Constance - Le Photographe : Film
- 1984 : Heroes - Dave Nelson : TV
- 1985 : Hanlon: In Defence of Minnie Dean - Elliott : TV
- 1984 : Death Warmed Up - Michael Tucker : Film
- 1985 : Dangerous Orphans - Moir : Film
- 1986 : "Heroes II" - Dave Nelson : TV
- 1989 : The Shadow Trader - Bob Hoyle : TV
- 1992 : The Footstep Man - Henri de Toulouse-Lautrec : Film
- 1993 : Typhon's People - Constantine : TV
- 1993 : Desperate Remedies] - Willam Poyser : Film
- 1995-2000 : Hercule - Ïolas /Charon/Orestes/Dahak : TV
- 1997 : A Moment Passing - Joey : Film
- 1997 : The Bar -  : Film
- 1997 : Highwater - Hugh Chance : TV
- 1998 : Xena, la guerrière (Xena : Warrior Princess) - Ïolas (voix) : Vidéo
- 1998 : Young Hercules - The Jeweler : Vidéo
- 1999 : I'll Make You Happy - Lou : Film
- 1999 : This Is It - Narrateur : TV
- 2000 : Jubilee (gl) - Réalisateur : Film
- 2001 : The Man Who Has Everything - George Allwell : TV
- 2002 : Honey - Nic : Film
- 2002 : Showstoppers - Le juge : TV
- 2003 : Murder on the Blade - La Défense : TV
- 2003 : Power Rangers: Force Cyclone - Vexacus (voix) : TV
- 2004 : Fracture - Athol Peet : Film
- 2004 : Hold the Anchovies - Manager & Old Iraqi : Vidéo
- 2006 : Maddigan's Quest - Maska : TV
- 2007 : The Tattooist - Crash : Film
- 2007 : We're Here To Help - Rodney Hide : Film
- 2009 : Bitch Slap - Gage : Film
- 2009 : Legend of the Seeker : L'Épée de vérité (série télévisée) : Amfortas (saison 1, épisode 13)
- 2012 : Spartacus : Vengeance : un soldat romain messager : TV
- 2016 : Paradoxe - Réalisateur et scénariste : Film